# 細貝正統
細貝 正統（ほそかい まさのり、1975年5月2日 - ）は、日本の実業家。

## 人物
東京都出身。学習院大学経済学部卒業。1998年4月 第一勧業銀行入行。2003年10月 第一屋製パン入社。2007年3月 第一屋製パン執行役員。2009年3月 取締役。2010年3月 第一屋製パン常務取締役。2014年1月 スリースター製菓代表取締役社長。2019年1月1日 第一屋製パン代表取締役社長。父は第一屋製パン第２代社長細貝理栄。

## 職歴
- 1998年4月：第一勧業銀行入行。
- 2003年10月：第一屋製パン入社。
- 2007年1月：第一屋製パン管理本部長付兼経営改善プロジェクトリーダー。
- 2007年3月：第一屋製パン執行役員経営改善プロジェクトリーダー。
- 2007年12月：第一屋製パン執行役員経営企画室長兼経営改善プロジェクトリーダー。
- 2009年3月：第一屋製パン取締役。
- 2010年3月：第一屋製パン常務取締役管理本部長。
- 2011年1月：第一屋製パン常務取締役営業本部長。
- 2014年1月：スリースター製菓代表取締役社長。
- 2015年1月：第一屋製パン常務取締役社長特命事項担当。
- 2018年7月：MF資産管理合同会社代表社員。
- 2019年1月：第一屋製パン代表取締役社長。